# Noaptea în care mi-a sunat ceasul
The Night My Number Came Up este un film dramatic britanic din 1955 regizat de Leslie Norman. În rolurile principale joacă actorii Michael Redgrave, Sheila Sim și Alexander Knox.

## Distribuție
- Michael Redgrave — Air Marshal Hardie
- Sheila Sim — Mary Campbell
- Alexander Knox — Owen Roberston
- Denholm Elliott — Mackenzie
- Ursula Jeans — Mrs Robertson
- Ralph Truman — Lord Wainwright
- Michael Hordern — Commander Lindsay
- Nigel Stock — Pilot
- Bill Kerr — Soldier
- Alfie Bass — Soldier
- George Rose — Bennett
- Victor Maddern — Engineer